# Vila Pavla Růžičky
Vila Pavla Růžičky je rodinný dům, který stojí v Praze 5–Hlubočepích ve vilové čtvrti Barrandov v ulici Barrandovská. Od 25. listopadu 1992 je chráněna jako kulturní památka České republiky.

## Historie
Vilu pro diplomata Pavla Růžičku a jeho manželku Svatavu navrhl architekt Vladimír Grégr roku 1936.
Pavel Růžička (1887–1961 Dublin) vystudoval obchodní akademii. V Rusku pracoval jako úředník v petrohradské Obchodní bance. V roce 1914 vstoupil do ruské armády a o rok později přešel do Československých legií; ve vojsku sloužil až do roku 1920. Od října 1919 byl několik měsíců prvním vojenským atašé v Japonsku. Od října 1921 působil v československé diplomacii jako konzul, poté na vyslanectví v Tokiu, po návratu jako ministerský komisař na Ministerstvu zahraničních věcí (MZV). V letech 1929–1936 vedl jako konsul československý konzulát v irském Dublinu. Po návratu do Prahy pracoval v ústředí jako vrchní odborový rada. Roku 1941 byl jako bývalý legionář předčasně penzionován. V květnu 1945 nastoupil na obnovené MZV a o dva roky později byl jmenován vyslancem v Irsku. Po únoru 1948 měl být přeložen zpět do Prahy, na úřad rezignoval a zůstal v exilu.

## Popis
Puristicky řešená pozdně funkcionalistická vila je postavena na nepravidelném protáhlém půdorysu; směrem do ulice je přízemní, do zahrady ve svažitém terénu dvoupodlažní.
Fasáda má hrubozrnnou strukturovanou omítku, je puristicky strohá a v uliční části je bez dalších detailů pouze s podélným pásovým oknem v přízemí a prvním patře. Přilehlá terasa má zděné zábradlí kombinované s dřevěnými prvky a je kryta plochou stříškou podepřenou dřevěnými pilíři. Zádveří je kryté, obložené dřevem a doplněné luxferovou stěnou tvořící závětří. Boční jihozápadní fasáda má ve své levé části dřevěný, částečně prosklený arkýř. Vilu od ulice odděluje vydlážděný úzký pás příjezdové cesty ke garáži. Součástí dřevěného laťkového oplocení na zděné podezdívce je dřevěná konstrukce pergoly.
Účelně řešená dispozice odděluje jednotlivé funkce objektu. Místnosti v prvním podlaží orientované na jih do zahrady byly obsluhovány z průběžné komunikační chodby v severní části domu souběžné s ulicí. V horním podlaží je na střeše rozšířené části obytná terasa.

### Po roce 1948
V 80. letech 20. století byla v severozápadním rohu pozemku postavena garáž. Až do své smrti ve vile bydlel režisér Vladimír Čech.

### Po roce 1989
Vila je v majetku rodiny Kolowrat-Krakowských. V letech 2014-2017 prošla rekonstrukcí.